# 17º Reggimento artiglieria contraerei "Sforzesca"
Il 17º Reggimento artiglieria controaerei "Sforzesca" è un reggimento d'artiglieria dell'Esercito Italiano. Fu costituito nel 1888 come reggimento di artiglieria da campagna del Regio Esercito, fino al 1943. Venne ricostituito nel 1947 e nel 1953 venne trasformato in reggimento di artiglieria contraerea. Dal 1997 assume l'attuale denominazione.
Opera su missili a corto raggio Stinger e Aspide.

## Storia
Costituito come 17º reggimento artiglieria da campagna nel 1888 di stanza a Novara. Prese parte alle guerre coloniali e alla prima guerra mondiale.
Nel 1940, inquadrato nella 2ª Divisione fanteria "Sforzesca", combatté sulle Alpi francesi e poi inviato sul fronte greco-albanese. Inviata in Russia nel luglio 1942, la "Sforzesca" venne impiegata sul fronte del Don. I resti del reparto tornarono in Italia nel marzo 1943.
Ricostituito il 1º gennaio 1947 a Novara, da reparti d'artiglieria del Gruppo di combattimento "Cremona", nel 1953 diviene 17º Raggruppamento artiglieria contraerei. Nel 1964 è trasformato in 17º Reggimento Artiglieria Controaerei Leggera con sede a Bologna. Nel 1975 riassume la denominazione "Sforzesca". Il 17º Gruppo diviene un reparto specializzato destinato alla difesa delle basi aeree principali, e per tali ragioni dislocato in 3 Batterie di cui la 1ª Batteria sull'aeroporto di Verona-Villafranca, la 2ª batteria sull'aeroporto di Ghedi/Montichiari (BS), con la 3ª batteria sull'aeroporto di Istrana (TV).
Nel 1996 il 17º Gruppo artiglieria controaerei leggera "Sforzesca" assume la fisionomia organica del Reggimento di artiglieria controaerei (equipaggiato con armamento misto) e l'anno dopo trasferito a Rimini, con armamento di missili Aspide.
Dal 2001 ha sede a Sabaudia. Da allora opera anche nelle missioni militari italiane all'estero (Albania, Bosnia, Kosovo).
Fornisce due batterie di Stinger per la difesa antiaerea di punto alla Forza di Proiezione dal Mare.

## Organizzazione
- Comando di reggimento,
- Batteria di supporto logistico,
- Gruppo controaerei 

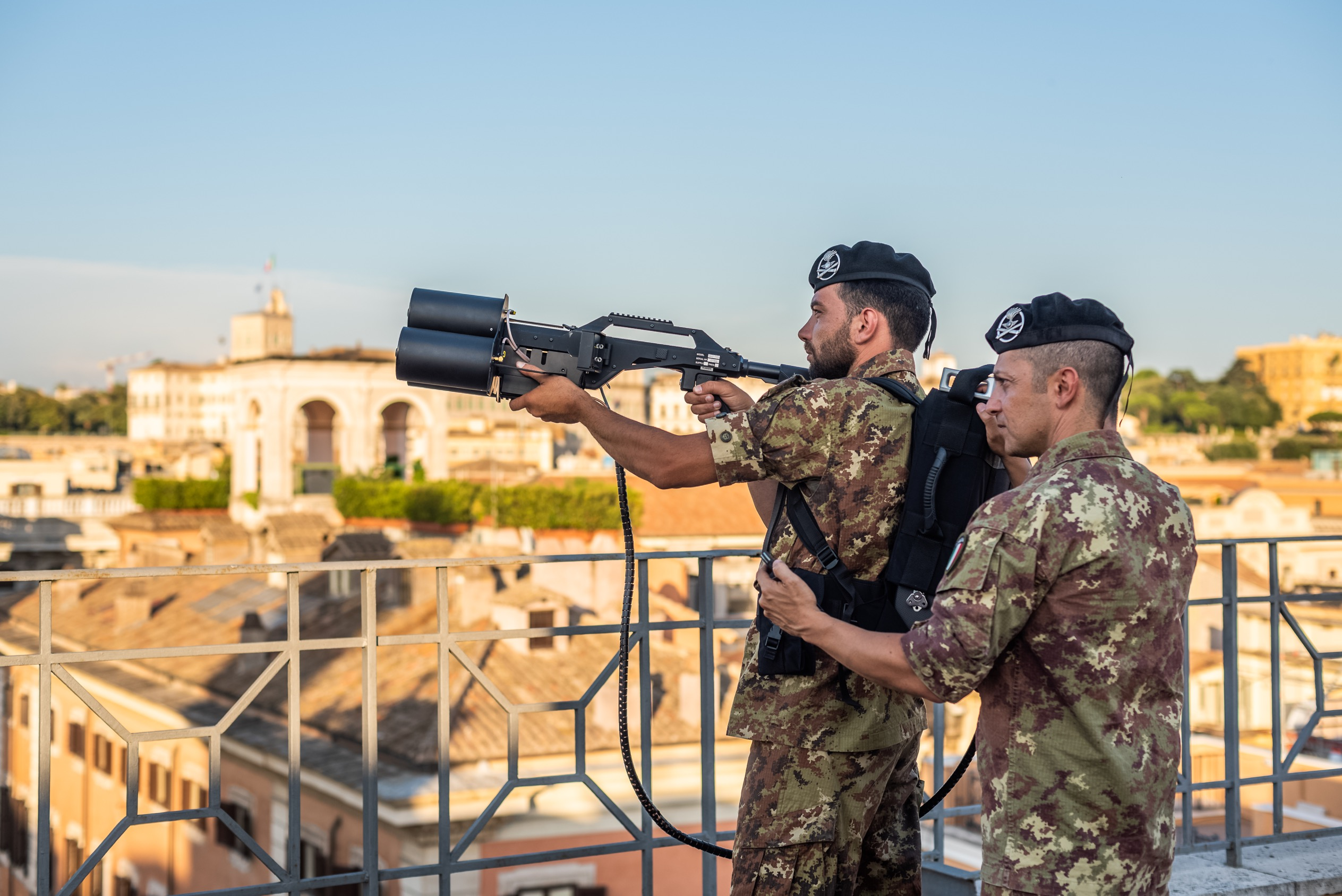
Militari della "Sforzesca" con un jammer anti-drone

  - 1° V-Shorad, con sistemi d’arma a corto raggio SIDAM e Stinger
  - 2° V-Shorad, con sistemi a medio raggio Skyguard Aspide.
- Compagnia trasmissioni

## Onorificenze
Nella sua storia il 17º Reggimento artiglieria ha meritato le seguenti onorificenze alla bandiera: